# 1149
1149 (MCXLIX) fue un año común comenzado en sábado del calendario juliano.

## Acontecimientos
- 24 de octubre - Lérida es capturada por las tropas de Ramón Berenguer IV de Barcelona y Ermengol VI de Urgel.

## Nacimientos
- Alberto Avogadro, Patriarca de Jerusalén.

## Fallecimientos
- 27 de junio - Raimundo de Poitiers, príncipe de Antioquía.
- Berenguela de Barcelona, reina consorte de León. Esposa de Alfonso VII de León y madre de los reyes Sancho III de Castilla, rey de Castilla, y de Fernando II de León.